# 大貳三位
大貳三位（日语：／ Daini no Sanmi */?，990年代—1082年），又稱藤三位、越後辨、辨乳母，本名藤原賢子，是日本平安時代中期歌人，父親是藤原宣孝，母親是紫式部，乳子是後冷泉天皇，女房三十六歌仙、百人一首歌人。

## 生平
大貳三位的出生日期有兩個說法，分別是長保元年或2年（999年-1000年），支持長保元年說法的有《國史大辭典》和《世界大百科事典》，主張是長保2年的則有《日本人名大辭典》和《朝日日本歷史人物事典》。她在18歲、19歲左右的時候出仕於藤原彰子，參考了其外祖父藤原為時的官名，選用了越後辨作為自己的女房名。與藤原兼隆結婚之前，她與藤原賴宗和藤原定賴也有過戀愛關係，與源朝任也有過關係。萬壽2年（1025年），她擔任了親仁親王（後來的後冷泉天皇）的乳母。長曆元年（1037年）時，她改嫁給高階成章。在這段期間舉行的上東門院菊合、權大納言師房歌合，以及後來在永承4年（1049年）舉辦的內裏歌合和永承5年祐子内親王歌合等等，她也有份出席。後冷泉天皇即位後，她獲任命為從三位典侍，大貳三位中的三位便是由此而來，大貳則源於她丈夫的官名大宰大貳。在她75歲時後三條天皇駕崩，當時她也詠唱了和歌以作哀悼。按《岷江入楚》的記載，她死於承曆元年（1077年），然而根據不明，另一方面《日本人名大辭典》和《朝日日本歷史人物事典》則主張她死於永保2年（1082年）。

## 作品

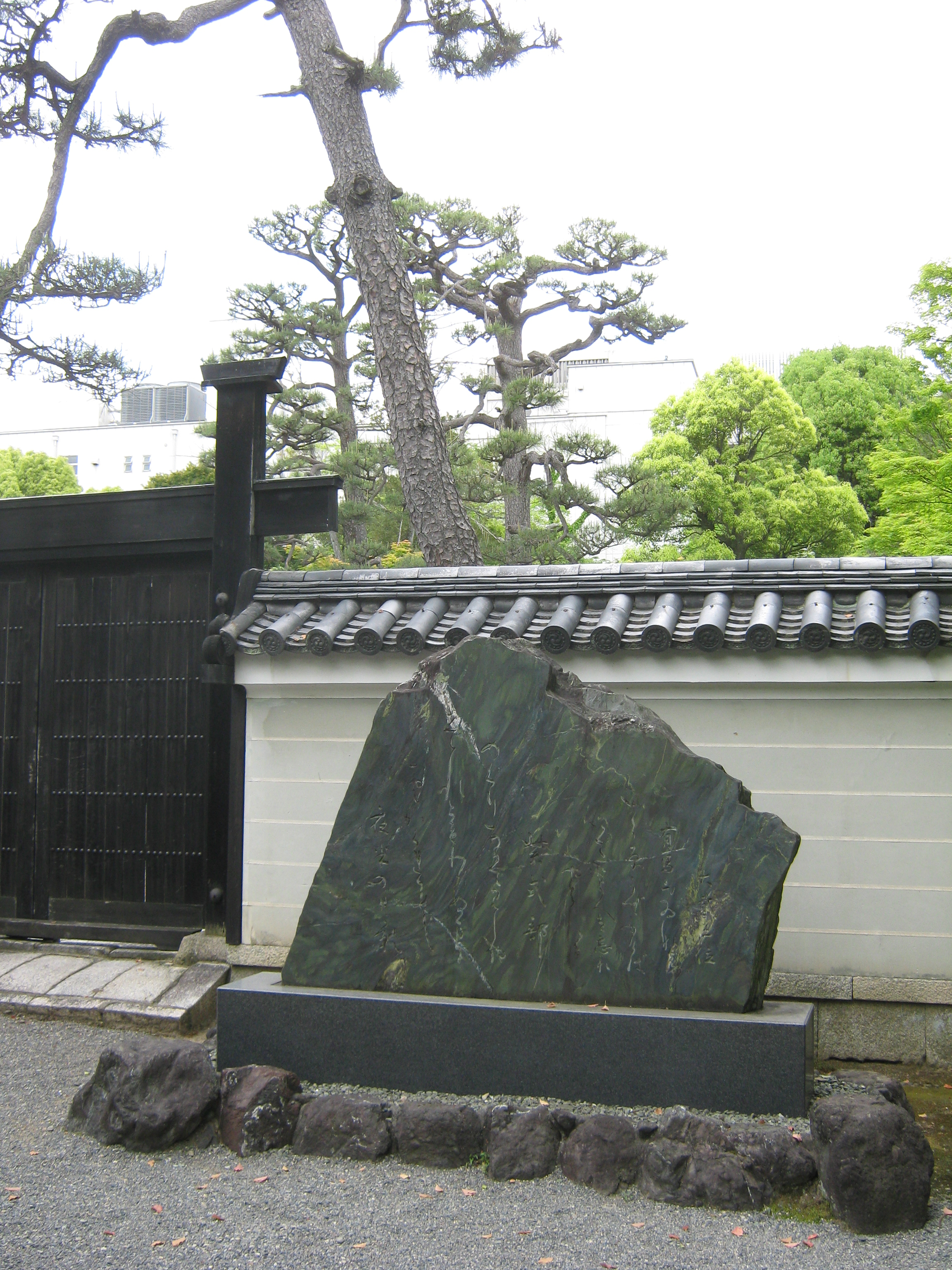
廬山寺內的大貳三位歌碑

大貳三位的曲風穩健典雅，以正統性或概念性較強的和歌為主，修辭上也較為細緻，有約39首作品入選敕撰集。家集是《藤三位集》（又稱《大貳三位集》），收錄了其作品49首。家集的手抄本分別由宮內廳書陵部所藏的三本和京都大學所藏的複製本，其中書陵部的甲本和乙本是姊妹作，丙本則屬於同一系統，卷末記有。另外，其他系統的尚有古筆切的一種「端白切」分割成15頁，共34首的版本，現存的所有版本加起來總共有63首。雖然分類上雜亂無章，並且以贈答歌為主，但是題詠歌也有21首收錄於家集內。另外，東京國立博物館藏大貳三位集斷簡（端白切）是重要美術品，京都國立博物館藏手鑑「藻鹽草」 大貳三位集斷簡（端白切）則是國寶。
《百人一首》的收錄作是：
| 原文 | 中譯                                        |
| ---- | ------------------------------------------- |
|      | 有馬山豬名 竹葉林遍野 風吹響徹天 汝卻忘了情 |

## 相关作品
电影
- 《紫式部》（1939年、演：日高梅子）
- 《千年之恋 光源氏物语》（2001年、演：星野悠月→前田亜季）

电视剧
- 《女人連祷》（1958年、CBC、演：吉行和子）
- 《紫式部絵巻》（1962年、TBS、演：稲垣美穂子）
- 《致光之君》（2024年、NHK大河剧、演：梨里花→南沙良。名字写作「かたこ」（贤子））

### 註解
1. ↑  《國史大辭典》[2]、《日本人名大辭典》主張是39首，另一方面《世界大百科事典》和《大辭林》則認為是37首[1]。